# 星のカービィ デデデでプププなものがたり
『星のカービィ デデデでプププなものがたり』（ほしのカービィ デデデでプププなものがたり）は、ひかわ博一作の漫画である。『月刊コロコロコミック』にて1994年5月号から2006年11月号まで、『別冊コロコロコミック』にて1994年11月号から2006年4月号まで連載された。その後、『コロコロアニキ』2018年冬号（2017年発売）、2018年春号に掲載後、2018年夏号から再び連載されている。この他に『小学四年生』『てれびくん』などでも同時連載された時期もある。
他のカービィの漫画と区別するため「デデププ」、「ひかわカービィ」と呼ばれることもある。

## 概要
任天堂およびハル研究所のテレビゲーム「星のカービィシリーズ」を題材としたギャグ漫画。
単行本は全25巻。絵柄は初期から比べると大きく変わっており、主要キャラの口癖や性格なども変化している。新作ゲームに出てくる技やキャラクターを題材にすることもある。パロディ要素や社会風刺、時事ネタが多いのも特徴。
2006年11月号でコロコロコミックでの連載は終了、同年12月号からは『星のカービィ! も〜れつプププアワー!』に交代することとなった。それに伴って2001年4月号から続いていた読者コーナーの「星のカービィ★プププ通信」も終了した。
2017年12月15日発売の『コロコロアニキ』2018年冬号にて本作の描き下ろし新作漫画が11年振りに掲載され、限定付録として『デュエル・マスターズ』のひかわ版カービィ仕様カードが追加された。続く2018年春号にも2話分の読み切り漫画が掲載され、うち1話はゲームソフト『星のカービィ スターアライズ』の任天堂公式サイトで無料公開された。その後、2018年6月15日発売の『コロコロアニキ』2018年夏号より、正式に連載再開。2021年春号を以て『コロコロアニキ』が紙媒体としての発行を終了したため、以降は『コロコロオンライン』（週刊コロコロコミック）内のWeb漫画として月一で連載を継続する。
2018年3月12日には、ひかわ自選による傑作集や描き下ろし漫画を収録した「傑作選 デデデ編」が発売。本作の単行本化は2006年の連載終了以来12年振りとなる。以降も傑作選シリーズが発売されているが、連載再開後の新作の収録も兼ねており実質的な新刊となっている。
この他、2012年7月19日発売のゲームソフト『星のカービィ 20周年スペシャルコレクション』において、さくま良子版・谷口あさみ版と共に単行本1巻収録の第1話が収録されている。
2017年10月時点で、マンガ「星のカービィ」シリーズの累計発行部数は1000万部を突破している。

## あらすじ
プププランドを舞台に、カービィが時折時事ネタを取り上げながら色々な騒動を巻き起こす。またある時は、個性豊かかつ様々なサブキャラクター（主にゲームでのデデデ大王の手下。この作品では初期と19巻、23巻の一部を除けば特に敵という設定はない）が登場してカービィたちを巻き込む。1巻ではスターロッドを盗んだデデデとポピーを相手に、カービィとチービィ（オリジナルキャラクター）が立ち向かうアドベンチャーストーリーであったが、2巻からはパロディを織りまぜた一話完結式になる（前後編に分かれて二部構成になる回もある）。

## 作品の特徴

### 全体的な変化
- 初期 1 - 2巻（1994年5月頃 - 1995年3月まで）
  - 1巻では前述の通りゲーム『夢の泉の物語』にちなんで、スターロッドを奪ったデデデ大王（原作のようにナイトメアを封じるといった目的ではなく、単なるエゴのため）をカービィとチービィがスターロッドを取り返しに行くというストーリーだった。デデデが用意したダンジョンやイベントを攻略していくというもので、キャラクターは大多数がデデデの手下かつカービィたちの敵だった[注 2]。1巻の途中からはデデデがプププランドを水戸黄門の世界に変えるためスターロッドをあっさり返したことで、普通の1話完結ギャグとなっているがメインのボケ役はカービィが担っており、デデデがボケをかましたり悲惨な目に遭うといった場面は少なかった。またこの頃のポピーはかなり狡賢い性格で、積極的にデデデの悪事へ加担していた。カービィに対するデデデやチービィのツッコミに、ハンマーやバットで殴るなど暴力的なものが多かった。

- 前期 2 - 7巻（1995年4月 - 1997年9月まで）
  - 2巻の第7〜8話で『星のカービィ2』の仲間キャラクターであるリック・クー・カインが初登場する。反対に、チービィは敵キャラ「ディジー」としてデデデ側に寝返った（それ以降はほとんど登場していない）。相変わらずデデデとポピーはカービィたちに意地悪したり悪巧みを企んだりするが、その分仕打ちを受けることも多くなりオチでデデデが悲惨な目に遭うパターンはこの頃に確立され、それと同時にデデデが並外れた生命力の持ち主という設定が定着した。4巻では、ポピーのキャラクターデザインが一新された。

- 中期 7 - 17巻（1997年10月 - 2002年1 - 2月まで）
  - この頃になるとパロディネタ（昭和後期から平成初期に流行したもの）が非常に多くなる。そして、カービィたちが色々な活動をしたり色々な世界（江戸時代や原始時代など）や職業に扮して騒動を起こすことも多くなる。リック・クー・カインの活躍がメインだが、9巻からは『星のカービィ3』の仲間キャラクターであるグーイ・ナゴ・チュチュ・ピッチ、12〜13巻からは『星のカービィ64』の仲間キャラクターであるリボン・アドレーヌ（初登場時は「アド」[注 3]）も登場。特にチュチュは、カインと入れ替わる形でリック・クーに並ぶカービィの相棒及び保護者的存在となる。また、ポピーの性格も初期の狡猾さが薄れて真面目なしっかり者キャラに変化していき、デデデもカービィにあまり意地悪をしなくなる（喧嘩や対決は相変わらず続いていた）。その反面、カービィはデデデや住民に迷惑をかけたり悲惨な目に遭わせるなど、トラブルメーカーあるいは疫病神といったキャラクターが定着。また、デデデの自堕落な生活ぶりや「王様のくせに貧乏」という設定はこの頃から定着した。後年、作者はこの頃（14巻頃）がピークだったと述懐している[9]。
  - 前記から中期にかけては、マリオや『ゴーゴー!ゴジラッ!!マツイくん』のマツイヒデキ、『ポケットモンスター』のピッピ、フシギバナなど他作品のキャラクター、その他実在の人物が多数ゲスト出演した。

- 後期 17 - 23巻（2002年3月 - 2005年12月まで）
  - この頃からさらにパロディネタ（前述と違い現代で流行したもの）や時事ネタが増え、個性的なゲストキャラクターが生き様や特技をカービィやデデデに説く話が多くなる。それに伴い、仲間キャラクターの出番が減少。カービィ・デデデ・ポピーの3人がメインキャラとなり、3人で一緒に色々なことをする話が大半を占めるようになった。また、カービィよりデデデを物語の主軸に置いた話が多くなっている。21巻を最後に、裏表紙にて作中の登場するゲストキャラクターが描かれなくなった。

- 末期 24 - 25巻（2006年1月 - 11月まで）
  - この頃になるとゲストキャラクターの登場が減少し、リック・クー・チュチュ・グーイなどの仲間キャラクターの出番が少々増えるようになるが、カイン・ナゴ・ピッチ・アドレーヌ・リボンは出番が減少して後半からはほぼ登場する機会が無くなる。24巻7話からはまるで作者が交代したかのように絵のタッチが雑になる（詳しくは後述）。そして、過去の話を少し焼き直したような話が多くなる（これは後期でも見られる）。また最終話はごく普通の展開で繰り広げられる話で、最終回であることについては一切触れられなかった。連載再開期には、当時の絵柄を線が大袈裟に歪んだ絵で自虐的に描いている。

- 再連載期 傑作選（2017年冬 - ）
  - 『コロコロアニキ』連載再開後のエピソード群で、絵柄は後期のものに近い。従来の時事ネタ・パロディに加え、十数年ぶりの復活や『アニキ』の読者対象が青年であることから「（小学生が読む）『コロコロ』ではできなかったこと」として大人向けなブラックジョークの他、作者による自虐ネタやメタフィクション要素も多く見られる。カービィの性格は初期～前期のものに近く、住民に迷惑をかけるようなことは少なくなっている一方、自身が災難を被るシーンも多くなり、時折口も悪くなる。リック・クー・チュチュなど古参の仲間キャラも同様に登場し、ナゴ・アドレーヌ・リボンといった後期以降の出番がほとんど無かったキャラにも再び焦点が当てられている（アドレーヌはキャラデザインも少々変更されている）。更に新作での人気に合わせてメタナイトが新たなレギュラーキャラに昇格した他、ワドルディやゴルドーといったコロコロ時代は終始モブ扱いだったキャラが主役の回も描かれている。なお傑作選収録時には、連載当時から現代の世相の変化に併せて一部セリフが変更されている場合もある[注 4][注 5]。

他に新作ゲームを題材にした話もあり、19巻では『夢の泉デラックス』編が2話、20巻および21巻では『エアライド』編が4話、23巻では『タッチ!カービィ』編が2話、傑作選・ペポポ編では『スターアライズ』編が1話収録されている。

### 絵・作風及びそれらの変化
絵柄は大幅に変化しており、『コロコロ』に連載されていた漫画の中でこれほど大きく変わったものも珍しいと言える。中でも目は大きな特徴で初期の方ではゲーム調であったが、連載が進むにつれて大きくなり輝いている感じになった。一時期はカービィの下瞼によって目の一部が隠れていた。また全体的に優しめのタッチで、濃いタッチの漫画が多い『コロコロ』の中では異色を放っていた。その一方、デデデが劇画風タッチやリアル顔になったりする描写は多い。コロコロ漫画に多く見られる下ネタや、お色気ネタは全体的に控えめ。グロテスク表現は初期では頻繁に用いられていたが、後に少なくなった（その大半はデデデが満身創痍と化しているシーン）。
作画の雰囲気が変わっていることは20巻での作者のコメント欄や連載再開後の描き下ろしでも触れられており、前者には1巻・4巻・9巻・14巻・19巻のカービィが映されていた。
上記の通りパロディ系の要素も多く、ポケモンやスーパーマリオシリーズなど任天堂に関するギャグもあった。他にも小学生向け雑誌にも関わらず間寛平のギャグ「かい〜の」や一部のカービィの歌う歌（狩人の歌ったあずさ2号の替え歌など）など当時の小学生には伝わるはずもない昔のギャグ、それを基にしたパロディ（『天才バカボン』のレレレのおじさんなど）、｢キャンディーズ解散｣といった時事ネタ､「赤字国債」「国有地」「ソクラテス」など小学生には難解な言葉が随所に登場することもある。後期からは芸人やタレント、テレビ番組のパロディネタが多く使われるようになった（23巻第5話ではその特色が顕著に現れている）。後に傑作選に掲載された回の一部は、消費税に関するネタや番組名などが傑作選発行時期と併せた表現に差し替えられている。
初期〜前期にかけてはカービィがボケる度にチービィやデデデ、ポピーなどに殴られながらツッコまれタンコブを作ることが多かったものの、後に口頭のみでのツッコミや「ずるっ」「どてっ」などとずっこけるシーンが大半を占めるようになった。後期〜末期では、ツッコミの語尾が「〜か」「〜かよ」「〜じゃん」と付くものが多くなり、前期で多く見られた関西風のツッコミはごく一部を除いて完全に姿を消した。

### 連載終了に至った理由
24巻の7話からは線や背景描写が雑になったり、目の輝きが無くなったり、スクリーントーンを使うコマが少ない・貼り忘れがあるなど絵が簡略化していった結果、まるで別人が描いたかのような仕上がりになっている（背景の簡略化などは24巻7話以前から見られている）。コミックスの表紙は以前まではCGを使うなど豪華だったものが、23巻から黄色に白の水玉（これは作者がファンレターを送った読者へ宛てた年賀状イラストの流用）とシンプルなものになった。最終回も半ば打ち切りのような形で終了したため、インターネット上では編集部との関係悪化説や作者の鬱病説などが噂され、作者自身はネット上でこれらの説を否定したもののセンセーショナルな説の方が信じられてしまい、大して注目されなかった。
『ゲッサン』2017年7月号掲載のルポ漫画『カメントツの漫画ならず道』 にて、これらの真相がひかわ自身によって明かされ「漫画に対するモチベーションが下がり、10巻頃からは1人のアシスタントの手によって作画のほとんどが作られていた」「アシスタントが辞めたことで再び自らペンを執るようになったが、徐々に作風が暗くなり追い詰められていった」などといった事実が綴られている（同作単行本2巻に収録）。
『コロコロアニキ』2018年春号掲載の『コロコロ創刊伝説』でも「ある時期から崖から転げ落ちるように漫画に対する情熱を失っていった」「話作りこそ担っていたものの、17〜18巻頃から絵の大部分を1人のアシスタントが描いていた」と綴られ、のむらしんぼとの対談ではアシスタントが辞めたことに加えて「話が作れなくなったのでゲストを呼んで強引にネタを作り、カービィにツッコませた」「しかしカービィがツッコミに回ったことで表情が死んでしまい、描くのが辛くなった」と語っている（同作単行本4巻に収録）。
『アニキ』2018年冬号掲載の復帰作も、当初は「11年前に突然やめた作品を綺麗に終わらせたい」という思いから描き始めたもので、一話限りで終わるつもりであった。それを示すように見開きページには「ありがとうカービィ」という一文が添えられており、オチもカービィが「これで思い残すことはないペポ。次はゲームの最新作で会おう」と去っていくものだった。そしてネーム段階では最後のコマに「完」とも書かれていたが掲載時には取り払い、その後で正式に連載が再開される運びとなった。

### オチ
カービィによってデデデ（稀にカービィの仲間キャラやゲストキャラクター）が悲惨な目に遭わされたり、デデデ城（あるいは話のメインとなる舞台）が破壊されるといった点が多い。
後期以降からは、騒動の原因を作ったとして、カービィ（稀にデデデも）がとばっちりを受けたり、追いかけ回される事が増えている。

### 表紙
裏表紙にはカービィとその巻に登場するゲストキャラクターが描かれている（1 - 3巻、9巻はメインキャラクターのみ）が、22巻はカービィとデデデ大王、23 - 25巻はカービィのみが描かれている。
背表紙上部にはコピー能力を持ったカービィが描かれている。

### その他
カービィの新作ゲーム発売時などカラーページで始まることも何度かあったが、19巻収録話を最後にカラーページで始まることはなくなった。
作中では、作者のポリシーのような描写がいくつかある。
- キャラクター
  - 『夢の泉の物語』の敵キャラクターのデザインは、『夢の泉デラックス』でリデザインされてもなお、『夢の泉の物語』および『星のカービィ スーパーデラックス』のものにしている（一時的に変えたといえばMr.フロスティ〈24巻〉、ペンギー〈23巻〉、ソードナイト〈20巻、22巻〉など。サーキブルに至っては『3』のもの〈『2』に登場したロードキブルに近いデザイン〉に描かれている）。
  - 『夢の泉の物語』のローリングタートルやバウンダーは『夢の泉デラックス』にてそれぞれファンファン、ギップに変更されてもなお、作中に登場させている。
  - 唯一変わったキャラクターはスパーキーで、初期から9巻までは頭部の球体に目が描かれていたが、後半から公式同様胴体に目が描かれるようになった。
  - 前述の通り、キャラクターの大半が輝いた目をしているのが特徴であり、原作のデザインが黒目および白目のみ、あるいは描かれていないキャラクターにもそのようなデザインが施されることが多い。
- コピー能力
  - カービィのコピー能力の1つ「トルネード」は『夢の泉デラックス』から「トルネイド」に改名されてからも終始改名前のもので表記されている。
  - コピー能力「バーニング」は、『夢の泉デラックス』で帽子が追加されてからも『3』のように帽子を被らないタイプになっている。
  - コピー能力「ホイール」「ボール」は、変身前が描かれず既に変身した状態で描かれている。また、ホイールは変身中『夢の泉の物語』のイラストのように顔をつけている。

単行本では、話または幕間や単行本の巻末に4コマ漫画や『ショート劇場』と称したミニ漫画が収録されていた。25巻では漫画の代わりに、後述の『プププ通信』で惜しくも載らなかった読者からのイラストが掲載されていた。例外として6巻には話の途中にCMというものがあり、単行本全巻（初版では1巻から6巻までであり、古い版では全巻紹介されていないこともある）の表紙が紹介されたこともあった（これは雑誌掲載時に、当時『コロコロ』で連載されていた『秘密警察ホームズ』のパロディとして作品を2部構成にした（話自体は2部合わせて1話分）ことから、単行本掲載時に前編と後編の間のスペースに単行本の紹介を入れている）｡

## 作中に登場する用語

### 建物や地名・乗り物
プププランド
本作の舞台。惑星・ポップスターに存在する国で、話の展開や原作ゲームの変遷に伴って様々な地域や施設が登場する。のどかで平和だが、いつもカービィたちによる騒動が起きる騒がしい国でもある。下記の地域の他、ベジタブルバレーやグリーングリーンズなど原作に登場した地域も存在する。『エアライド』編など、稀にプププランド以外の地域で話が展開されることもある。第1巻ではまだポップスターの設定自体が無かったため、プププランド自体が1つの惑星のような描写がなされていた。
カービィの家
カービィとグーイが住んでいる家。ドーム型で玄関ドア上の大きな星マークが特徴。初期では星マークに顔がついていた。基礎や土台が無い上に軽いため持ち運びも可能で、デデデ城内に家ごと引っ越したこともある。カービィ曰く「苦節25年、コツコツ働いてやっと建てたマイホーム（直後『あんた子供だろ』とツッコまれており、ただのネタ）」。
デデデ城
デデデが所持する城。頻りにカービィから破壊・改装されるが次回の話では何事もなかったかのように建て直されており、11巻ではこれが「怪奇ネタ」として扱われた。1巻では「デデデ山」の山頂へ建っていたが、2巻から平地に移った。6巻以降デザインがリニューアルされ、窓の数が増えて城自体もかなり大きくなった。作中の舞台として扱われる機会が最も多い。ポピーやコックカワサキも城に住み込みで仕えている。カービィの家同様に基礎や土台が施工されていないため、カービィによく持ち上げられたり投げ飛ばされたりする。
カフェテリア式の食堂が備わっているものの、普段のデデデやポピーは普通のダイニングで食事している。宝物庫や倉庫などもあり、珍しい骨董品やお宝が所蔵されている。地下室は作中で2種類確認されており、1つは9巻に登場した通常の会議室で主に秘密の会議の際に利用される。もう1つは21巻に登場した、マリエルたちが棲みついている汚れた洋間（後にカービィたちの掃除によって綺麗になった）。
デデデの部屋に関しては、ベッドが高級仕様である点を除けばほとんど普通の間取り。14巻では部屋から階段までの距離はきっちり16歩ということが判明している。6巻ではカラオケマシンが置かれてあった。
デデデ山（1巻）
小さくなだらかな山。1巻では原作通り山頂にデデデ城が構えてあったものの、2巻以降はデデデ城の場所も平地になっている。
夢の泉
プププランドの秘宝、スターロッドがある泉。スターロッドがあればどんな願い事も叶うとされる。スターロッドが力の源となっているようで、住民曰く無くなると泉の水が徐々に干からびていくらしい（1巻では確かに水嵩は減ったが、その時は辛いポテチを食べていたカービィが水欲しさで飲んだだけだった）。
ワープスター
ゲームでもお馴染みのカービィが使用する乗り物で、カービィの呼びかけで即座にやってくる。4巻ではカービィが貯金箱（10円）を隠しておくためのシェルター代わりにされていた。スコップやつるはしでも傷1つ付けられないほど頑丈で、登場する度にサイズが大きく異なっている。
エアライドマシン（20〜21巻）
ゲーム同様、基本形のワープスターに加えて色々な特徴を持ったマシンが登場している。
デデデ大王の銅像 / 金像
デデデがとても大事にしている自身を模った像だが、よくカービィに破壊・改造される（阪神タイガース時代の野村監督金像に変えられたこともある）。13巻では4490万円で金像へ買い換えていた。14巻までは屋外に設置されていたが、後にデデデ城内へ移った。
魔法の絨毯（1巻）
デデデとポピーが移動用として使っていた。スターロッドが夢の泉へ戻されてからは一切登場せず、以降の空中移動ではクラッコを利用している。
デデデ大王の塔（1巻）
デデデがシチューの匂いでカービィを誘き寄せようと建てた6階建ての塔。2階には大量の敵キャラが待ち伏せる広間、3Fは暗闇の通路、4Fは水路、5階は狭い通路…と続き、屋上ではMr.シャイン&Mr.ブライトとの対決が待ち受けている。外観やMr.シャインとMr.ブライトがボスであるという点は、原作におけるバタービルディングに相当する。
宇宙船（1巻）
デデデがスターロッドの力で作ったもので、デデデの顔を模している。乗組員はデデデ・ポピー・ワドルドゥ。ホールが間違って吸い込んだせいで破壊されてしまった。なお、この時にデデデとポピーは宇宙服も着用せず平気で宇宙空間へ出ているカービィたちに「宇宙をナメてる」とツッコんでいたが、宇宙船が破壊される直前からどちらも平然と生身で宇宙に出ていた（一応デデデは当初ヘルメットと命綱を装備していたが、途中から外した）。
天の川（1巻）
宇宙にある河川。現実の天の川とは異なり、鋭利な星で埋め尽くされている。デデデがこの川の中にスターロッドの先端部分を落としてしまったことがある。
デデデゲームパーク（1巻）
デデデがスターロッドの力を利用し、金儲けする目的で建てたゲームパーク。スロットマシンやクレーンゲームの他、カービィを球にして遊ぶピンボールがある。しかしトルネイドをコピーしたカービィにより、実質壊滅状態に追い込まれた。
アッチ池（1巻）
カービィとチービィが釣りに訪れた池。湖底にはヘビーモールが住む危険な罠だらけの洞窟の入り口がある。宝の地図が存在するものの、ヘビーモールたちによる宝探しごっこのための作り物で最奥部にあった宝箱もただのびっくり箱だった。
さくま良子版『星のカービィ』にも同名の池が登場する。
デデーズ（2巻）
デデデが作ったレストラン。キャッチコピーは「早くて安くて美味い（ポピーは『それじゃ牛丼屋ですよ』とツッコんでいる）」。
開店記念として無料で1品食べられるキャンペーンを行なったが、デデデはカービィとチービィにはハナから食べさせる気など毛頭無く自ら料理を作らせるセルフサービスにしたり、コピー能力を使わせて作った料理をわざと台無しにさせたりと妨害工作を働く。挙句に2人のみ無料キャンペーンの対象外だったことを明かし、頼んだ料理の代金分を働かせた。
しかし、皿洗いやウェイターといった仕事をカービィがこなせるはずもなく客からのクレームが殺到し、最後はコック（当時はゲーム未登場のオリジナル能力）をコピーしたカービィによってこれまでの仕返しと言わんばかりに完成した料理はおろか食材をまるっきり食べ尽くされ、閉店を余儀なくされた。
同名のレストランが後作『星のカービィ! も〜れつプププアワー!』にも登場している。
無人島（2巻）
カービィ・デデデ・カインが打ち上げられた島。カービィを乗せたカインがマスターグリーンたちのスパーク攻撃を受けて暴走し、デデデの乗っていたゴムボート（ポピーも乗っていたがすぐ振り落とされた）を巻き込んだ末に上陸した。島内でわずかながら実っていた果実はカービィに食い尽くされた。
デデデ旅館（3巻）
アイスドラゴンが経営する温泉旅館。スケートリンクが併設されている。カービィたちを扱き使うためとしてあえて客室を汚くしていた。
プププ博物館（3巻）
Mr.チクタクが館長を務める博物館。「ドラゴンの涙」と呼ばれる世界に1つしかない水晶玉が展示されていたものの、カービィとリックが悪戯で勝手に持ち出しそれを戻そうとしたデデデがうっかり落として割ってしまう。さらにカービィとの喧嘩が原因で他の美術品は元より博物館ごと全壊してしまう。その後は激怒したMr.チクタクにより、新しい博物館が建てられるまでカービィたち全員（騒動とは無関係のクー・カイン・ポピーも含む）が展示物にされてしまった。
デデデドーム（4巻）
リモコン1つで屋内の天気を自在に変えたり、最新の音響設備が揃ったホールへ変形可能な全天候型ハイテクドーム。屋内には人工芝が敷かれてあり、遊具や樹木が設置されているなど屋外で遊んでいるかのような雰囲気を演出している。梅雨の雨続きでも皆が遊べるようにとデデデが建造した（クー曰く「デデデもたまには良いことするよな」）。
しかし、最後はカービィとデデデの怪獣ごっこが原因で装置が壊れ、常時大雨状態になった。同時に外の雨が上がり晴天となったことで皆が外へ遊びに行ってしまったが、デデデは意地を張ってどしゃ降りのドームで遊び続けていた。
リック・クー・カインの家（5巻）
第6話に登場。リックは山の中、クーは森の木の上、カインは池の中の二枚貝。その内、リックとクーの家は「デザインが変わることがあります」といった作者からの注釈が添えられているものの、デザインが変更されるどころか実際に彼らの家が登場したのはこの回が最初で最後だった。
プププランド南の密林（5巻）
謎に包まれた秘境。デデデ率いる「デデデ探検隊」がテレビの企画として調査に訪れた。密林には肉食植物が巣食っており、その奥には古代遺跡が佇んでいた。ビッグフットやネッシーの存在が示唆されていたが、カービィの視聴率アップ工作と称した悪戯ややらせにより、いずれも真相は有耶無耶となってしまった。
古代遺跡は地底湖へと繋がっていたが、他には特に何も無い。
プププ旅館（6巻）
カービィによってデデデ城が改装されたもの。内装もポピー曰く「こてこての温泉旅館」風に仕立て上げられていた。食事はゆで卵食べ放題（それも塩なし）。
デデデーランド（6巻）
デデデが全財産賭けて作った遊園地。あらゆるアトラクションがデデデをモチーフにしたデザインになっている。中にはカービィたちに意地悪するため作られた危険なアトラクションもあるが、最後はカービィとリックが回していたうちに脱輪した観覧車が転がっていき全壊。7巻では、父親代わりになってもらったデデデにカービィが「デデデーランドに連れてって」と強請っている。
フルーツランド（6巻）
上記のデデデーランドをカービィが潰し、カービィが罪滅ぼしとして代わりに建てた遊園地。その名の通りフルーツだらけ。なぜかデデデとポピーまでマスコットとして働かされていた。
ニューデデデドーム（6巻）
前述の「デデデドーム」とは別物で、プププスターズ（後述）の本拠地である球場。外観がデデデの顔をあしらったデザインという点以外、別段変わった設備などはない。
ポピーの家（7巻）
リック・クー・カインの家と同様、こちらも1コマだけ登場。本人の顔と数個の爆弾をあしらったデザインになっている。
プププデパート（8巻）
贅沢病に悩まされていたデデデが、カービィたちと立ち寄ったデパート。欲しい品物へ目を付けてはポピーに強請るも買ってもらえず、我慢の限界へ達したデデデがデパート丸ごとを買い占めようとした。だがそれに便乗し、文字通り「持って帰ろう」としたカービィが原因でデデデ城ごと崩壊してしまい、以降は贅沢をしたくてもできなくなった（被害総額は40億）。
ププの湯（8巻）
デデデたちが訪れた、露天風呂が自慢の温泉。カービィの「パラソル+トルネード」の能力で温泉を台無しにされた。入浴剤も市販されているらしい。
プププ商事（9巻）
カービィたちがサラリーマンという設定の話での舞台となる商社で、社長はデデデ。銀行から融資を打ち切られ経営破綻の危機に瀕していたが、「ニンテン商事」との商取引に成功。しかしカービィによってビルが破壊され、事実上の倒産となってしまった。
ヒエヒエ神社（10巻）
「万年氷」が祀られている神社で、一年を通して涼しい風が吹いている。
バブルの塔（10巻）
カービィがわらしべ長者のように物々交換で貰った羽子板で2匹の蟻を助けた謝礼として受け取った、大判小判の埋蔵金で建てた城。デデデ城に隣接しており、スケールもデデデ城のそれを遥かに上回る。だが最後はカービィのくしゃみにより倒壊、デデデ城もろとも瓦礫の山と化した。内装に関する描写はない。
マドゥーの洞窟
マドゥーが住んでいる洞窟。中には不気味な生き物（マリエル、ペルーなど）が住み着いている。
どくろ旅館（12巻）
海へ遊びに出かけたカービィ・デデデ・ポピーが宿泊した旅館で、宿主はガボン。格安なだけに電気も通っておらず、寂れた雰囲気が漂っている。隣には墓地が建ち並んでいる。しかしサービス自体はまともで、至って怪奇現象が起きる訳でもない。
訓練場（12巻）
防衛軍軍曹のジャングルボムが訓練に利用している。緊張感を持って訓練するため危険な罠が仕掛けられているが、カービィはわざと引っかかって楽しんでいた。
天国（13巻）
あの世の楽園。カービィは一度死んだ際にここへ来たが、食べ物を全部かっぱらった代償として地獄に堕とされた。後にカービィを追って霊魂となったデデデも訪れるが、カービィのライバルと告げただけで地獄に堕とされた。
地獄（13巻）
カービィが天国から追放されて来た所。その後はカービィがエンマ大王（ナイトメア）を倒して地獄を占領し、楽しい地獄に変えてしまった。
しかし楽しくしたはずの地獄も、針山地獄なら輪投げで全ての針に入れられるまでやめられず、釜茹で地獄は温度こそぬるめだが日焼けサロン化した灼熱地獄の後に入らされる（肌に染みる）、血の池地獄は赤ワインになったものの大量に飲まされ二日酔いに苦しむなど、結局は苦痛を与えられることに変わりなかった。
レストラン『PUPUPU』
作中に何度か登場する高級レストラン。回によってはカービィを出禁にしている。13巻で税金を巻き上げたカービィに8000万円で買収されたことがある。
健康ハイキングコース（13巻）
健康自慢のMr.フロスティが設計したハイキングコース。歩道に石が敷き詰められ、足のツボを刺激するゾーンや過去に流行った各種健康グッズなどが置いてある。普通に回れば健康的かつ元気になれるはずだが、カービィとデデデは無茶な回り方をしたため逆に健康どころか身体がボロボロになってしまった。
DD51（デデゴイチ）（13巻）
D51のような幻の蒸気機関車。13巻でデデデが前から欲しかったのを鉄道会社から譲り受けたもの。だが最終的には無敵キャンディーや元気ドリンク、マキシムトマトでエネルギーを大量補給の末に暴走機関車と化したカービィが正面衝突、破壊された。実在するDD51（こちらはディーゼル機関車）とは関係がない。
ボンカースのハンマー屋さん（13巻）
叩くと花火が噴き出すもの、小判が飛び出すもの（ただしすぐ消える）といった多種多様なハンマーが売られている。ポピーが「うちでの大ハンマー」を店内で試したせいで巨大化したデデデにより、木っ端微塵にされてしまう。
がまん道場（14巻）
サスケが建てた道場。がまんがブームのようで、多くの門下生がいる。「正座での足のしびれ」「ワサビのツ～ンとした香り」など、それぞれががまんの修業をしている。道場破りまで現れた。
プププTV（15、24巻）
プププランドのテレビ局。15巻ではユキ（プロデューサー）やモブキャラたちが勤めていた。24巻でも同名のテレビ局が登場するが、こちらはカービィやデデデたちがニュースキャスターやプロデューサーとして勤めている。7巻でもカービィが出演したオーディション番組の放送局として登場したが、社屋には単に「TV局」とだけ書かれていた。
ポップスター学園（15巻）
スパイキーとカービィが入学試験を受験した名門校。スパイキーは受かったものの、カービィは不合格に終わった。
プププゆうえんち（16巻）
バウンシーが経営する遊園地。隣にオープンした新しい遊園地「ゴージャスランド」のおかげで客足がぱったり途絶え、カービィたちが来園したのを最後に閉園するつもりだった。
その実態は観覧車が極めて小さかったり（リックが回し車の要領で回した）、ジェットコースターのコースが紙製（世界初）だったりと閉園も頷けるような有様だった。しかし、最後はカービィたちの騒動によって偶然できた川下りアトラクションが人気を博し、閉園は免れた。
「プププーランド」という遊園地もある。
プププおかしタウン（16巻）
テレビで取材される運びとなったプププランドの町おこし効果を狙うデデデのため、コックカワサキが事前に作っていた全てがお菓子でできた町。
初めはつまみ食いをデデデに止められていたカービィだったが結局我慢できず、他の住民たちと共に食べ尽くされてしまった。
タイムトンネル（16巻）
プププランドのとある場所に存在する、恐竜時代へ行くためのトンネル。恐竜見たさにマドゥーが作ったものの危険だったため、埋める予定だった。
すぐ隣には、かつてデデデが迷子になったという洞窟がある。
キングデデデ号（17巻）
デデデが所有する豪華客船。外見こそ立派だが船体にコストをかけ過ぎて、エンジンや内装などにはほとんどコストがかかっていない。動力源はゴムのため、図抜けて貧弱。救命ボートはイカダ1つのみ。最後はカービィがエンジン代わりにブーストした拍子に、タイタニックの如く氷山へ激突し沈没となった。
ひみつの特訓場（18巻）
デデデがノディを鍛え上げるため用意した特訓場。「報道陣もシャットアウト」「関係者以外立入禁止」のため、内装や訓練の内容は一切描かれずノディの悲鳴とデデデの怒号が響くだけだった。その成果は確かなもので、特訓を受けたノディはカービィと互角以上に渡り合える力を手に入れた。
デデデの別荘（19巻）
「プププ高原」という避暑地にあるデデデの別荘。普段はあまり使う機会がないようで、部屋も汚れていた。
スロー村（20巻）
ローリングタートルが住んでいる田舎の村で、都会の忙しさに疲れた人がリフレッシュするため訪れる。
村人たちは揃ってのんびりしており、ウィリーやタックでさえものんびり動いている。
デデデ号（20巻）
デデデが所持していた帆船。冒険小説に感化されたデデデがこの船で冒険に出ようとしたが、長い間手入れをしていなかったためだいぶ傷んでおりお世辞にも航海などできる状態ではなかった（カービィが安全性を確かめようとストーン+ストーンで乗ったせいでさらに壊れた）。そのため、陸にいながらデデデに航海の気分だけでも味わわせることになった（小道具や演技によるただの演出だが、デデデ本人は最後まで気付く様子はなかった）。最後は大嵐を演出したカービィのトルネイドで完全に壊され、「嵐で船は難破したが、デデデたちは奇跡的にプププランドの海岸に流れ着いた」ことにしてその場を収めた。
エステサロンプププ（21巻）
ブロッパーが経営するエステサロン。男女問わず高い人気を誇っていたが、最後はカービィのせいでブロッパーが怒り過ぎて顔面シワだらけとなったショックで、一時休業となる。後には騒動の巻き添えで醜悪な外見と化したデデデ・リック・クーだけが残った。
ブーラーのお化け屋敷（22巻）
ブーラーが経営するお化け屋敷。古典的な仕掛けしか無く、お化けが大の苦手であるデデデ以外には全然怖がられなかった。カービィとデデデによって改装されるも微妙な怖さしか演出できず、最後はカービィにアトラクションとして全壊させられた。その後はカービィによって再建され、デデデがカービィから酷い目に遭わされている最中の写真を展示していただけにも拘らず、あまりの悲惨さに大層怖がられた。
不思議な島（22巻）
カービィたちが偶然発見した地図に無い島で、デデデらの手で開拓される。実はポピー曰く100年に一度浮かぶ島で、わずか3日ほどで再び海中へと沈んでしまった。
デデデ旅館（23巻）
デデデが建てた温泉旅館の名前。デデデが夢でお告げを受けたとして温泉を掘り出そうとした結果、偶然カービィが源泉を掘り当て新たに建造されたものであり、3巻に登場したものとは別物。
しかし元々の源泉の量が少なく、繁盛し始めた頃に温泉が出なくなった。慌ててお湯を足したり（クー曰く「これじゃ銭湯だろ」）岩を置いて雰囲気だけは出そうとしたが、最後は新しく源泉を掘り当てようとしたカービィが誤って水道管を破ってしまい、水圧により崩壊した。
カービィ電車（トレイン）（23巻）
PR（Pupupu Railway=プププ旅客鉄道）の車両。運転手はカービィ（運転技術はゲームで習得した）。そのほか、旅客案内（車掌、切符の拝見など）も全てカービィのみで切り盛りしている。車両は日本に実在する湘南型電車（113系あるいは165系電車）をデフォルメしている。一応電車ではあるが、道路やジェットコースターのレールの上も走れる。電源は単三乾電池2本で、交換直後に暴走して瞬間最高速度250km/hを出した。終点はカービィの家。
プププ池（24巻）
見回り人はカパー。カービィが天気のいいお昼どきに寝ぼけて魚を追いかけたり、釣り人のえさを強請ったりしている（本人はカパーから知らされるまで気付いていなかった）。
プププレストラン  (25巻)
レストランPUPUPUとは別物で、25巻12話に登場。食べ放題を開店記念で行なった。先着10名だったが、デデデ（実際は身体が入れ替わっていたカービィ）は大王のため特別扱いで食べ放題できた。しかし、身体はデデデなので普段ほどは食べられなかった。その後にカービィ（実際は身体が入れ替わっていたデデデ）も来店したが門前払いされた。

### アイテム
マキシムトマト
カービィの大好物で、食べると元気そのものになる。食べた状態で「スペシャルカービィタイフーン」、ワープスターと共闘して「流星あたっく」という必殺技を繰り出した（1巻）。デデデ城の料理パーティにリック・クー・カインを食材として提供するも拒否され涙を呑んで代わりに1つ渡す（4巻）、クーを買収するための賄賂に使う（15巻）などカービィにとってはずば抜けて価値の高いアイテム。これを素材として提供されたカワサキは「いいトマト」と絶賛していた。
無敵キャンディー
食べると身体が発光して一定時間無敵状態になるのはゲームと共通しているが、食べても何も起こらない普通のお菓子として登場することもある。駄菓子屋でも売られている（当たり付き）。
スターロッド
プププランドの宝で、夢の泉に祀られている。どんな願いでも叶えられる力を持ち、『夢の泉の物語』同様にデデデが夢の泉から奪ったことで物語が始まる（ただし、原作と違って私利私欲のために奪った）。そのため初期ではよくデデデに悪用され、後にデデデ本人が自ら夢の泉に返していたがその後も悪戯に使っていた。その他カービィには缶蹴りの缶代わりとして使われたり、遊び心でノディが使っていた。
5巻第12話の寿司料理対決でも司会役のポピーがスターロッドを片手に登場していたが、実際に力が使われていたかは不明。その後は19巻を最後に登場しなくなった。本作のタイトルロゴの「星」の部分にも描かれている。
元気ドリンク
プププランドの栄養ドリンク。実際のドリンク剤と同様大量に服用すると眠れなくなる（5巻）ため、眠気覚ましとして使われることもある。23巻の『タッチ!カービィ』編では「ゲームの世界の飲み物」という扱いになっていた。
リンゴ
カービィの大好物で、カービィによって通貨に使われることもあった。
呪いのかぶと（4巻）
デデデ城の宝物庫で所蔵されていた金属製の兜。
物凄く頑丈でカービィのコピー能力や大爆発すらも寄せ付けず、常に傷1つないピカピカの状態である。一度装着するとどんなに引っ張ろうがそのまま取れないため、クーには「呪われた防具」と称された。実は中央の星型スイッチを押すだけで簡単に取り外せる。
カービィ特製ミックスジュース（5巻）
リンゴやミカンなど果物、トマトといった野菜に加え「これだけじゃつまらない」という理由で鶏卵、魚、無敵キャンディー、元気ドリンク（瓶ごと）、爆弾、星のかけらなどをジューサーで混ぜたもの。これを飲んだデデデは身体が縮み赤ちゃんと化してしまった。また、赤ちゃんの状態で同じように作ったものを飲むと元の身体へ戻れる。味についてはデデデ曰く「とんでもなくまずい」。
抱き枕（5巻）
デデデがポピーから貰った、よく眠れるというえんどう豆に似た抱き枕。実は中に爆弾が入っており、ただ爆発で気絶させるだけという代物。
プチプチくん（気泡緩衝材）
宅配便などに付いてくる、商品を保護するための空気が入った丸い凸状のものが敷き詰められているビニールのこと。由来はこれの空気を破裂させると「プチ」という音がすることから。カービィはこれをプチプチくんつぶし（プチプチつぶし）と呼んで楽しむも、周りからは呆れられる。しかしアイスドラゴンもプチプチくんつぶしを気に入っていることに対し、カービィは「やってて楽しい?」と呆れてしまう描写があった。
カービィだんご（7巻）
カービィの顔があしらわれた団子。高カロリーで栄養満点だが、食べ過ぎるとカービィそっくりになってしまう（つまり太る）。
ラブラブアイシテール（7巻）
モテないデデデのためにポピーが発明した惚れ薬（デデデ曰く「ドラえもんみたい」）。食べ物にその液をかけるとハートの模様が浮き出て、その食べ物を口にした人はたちまちデデデに惚れる。ポピーはリンゴにその薬をかけるもカービィが食べてしまい、薬の効き目が切れるまでデデデとカービィが愛し合う羽目になった。
特製ねばねばガム（9巻）
デデデがカービィに弁当を食べられた恨み（ただし、後のほとんどはグーイが食べている）として与えたガム。食べると破裂し、口の周りに固着して丸一日吸い込みができなくなる。グーイがデデデを撃退した後はいつの間にか口から取れていたが、どのようにして取れたのかは不明。
チュチュ顔面パック（9巻）
チュチュによる顔面パック。これをつけたまま寝ると翌朝にはチュチュと同じくキラキラの眼、つるつるのお肌になる。
爆弾型目覚まし時計（9巻）
寝起きの悪いデデデのため、ポピーが発明した爆弾を象った危険な目覚まし時計。起きる時間にセット後、セットした時間になると爆発する。
当然そんなものを作られたデデデは怒り、窓から放り捨てたがそうとは知らずカービィが蹴り返して戻ってきたところをデデデが誤って飲み込んでしまった。しかもタイマーが起動していたため、カービィたちが身体を小さくして（膨らませて破裂させる荒技）デデデの体内へ入り、爆発前に回収するものの何らかの拍子で残り1秒で止まっていた。しかしうっかりカービィがタイマーを動かしてしまい、結局爆発した。
しあわせになるペンダント（12巻）
デデデとカービィが通販で購入した、「付けていると幸せになれる」という触れ込みのペンダント。「テストで100点を取れた」といった胡散臭い体験談もあるが、実際のところは何の効果もない。
しかし、ちょっとしたことや当たり前の日常でも幸せを感じられるカービィには効き目があったように思え、欲望と幸せを履き違えていたデデデにとっては何もいいことが無く、むしろ不幸へ見舞われるように思えた。それでもデデデは追加で幸運グッズを買い漁るほど信じていたが、カービィは数日後あっさりグーイに譲り（それを聞いたポピーも「そりゃあ飽きるわな…」と内心納得していた）、最終的にはデデデのペンダントもカービィに「幸せは望むものではなく、後から気付くもの」と諭され放り捨てられた（カービィもクーにそう叱られ手放していた）。

ヤジュウダケ（12巻）
食べると野獣のように凶暴化する毒キノコ。これをカービィが食べてしまったため、解毒するための薬草をデデデたちが命懸けで服用させた。笑いが止まらなくなる「ワライダケ」、涙が止まらなくなる「ナキダケ」などの毒キノコも同じ森に自生している。
うちでの大（小）ハンマー（13巻）
ボンカースが先祖代々受け継いでいるハンマー。大ハンマーで叩けば大きくなり、小ハンマーで叩けば小さくなる。ただし強く叩き過ぎたり一度に叩く回数が多いと、想定していたサイズよりも変化量が大きくなってしまう。
ファーピィ（14巻）
デデデが購入したペットロボット。ファービーのように音声認識機能が付いており、音楽に合わせて踊ったり持ち主と遊んだりできる（作中では「ポピピ」しか言わないが、成長するとまともに喋れるようになるという）。カービィが歌ったせいで内蔵コンピューターが狂ってバラバラに壊れてしまい、一時しのぎとしてカービィがファーピィになりすますもファーピィを溺愛しているデデデにはどんなに怪しい行動でも気付かれることは無かった。しかし、アドレーヌが代わりに用意した類似品のブーピィ（鼻がブタ型）とすり替えた際には一瞬で気付かれ（アドレーヌたちも「なんでそれに気付けてカービィだと分からないんだ」とツッコんでいた）、最終的にカービィがボロを出しバレた。
デデデ型目覚まし時計（15、24巻）
デデデが借金を背負ってまで会社（デデデ商事）を作り商品化した、自らを模った目覚まし時計。セットした時間になると前述の爆弾型目覚まし時計のように爆発する。値段は980円だが全く売れていない。ペンギーとカービィの力を借りて売りつくそうとしたが、結局売れたのはアドレーヌに売った1個だけだった。24巻ではカービィがデデデから貰ったという同型の目覚まし時計が登場しているが「これのおかげで毎朝起きられるようになった」とカービィが発言しているため、15巻の爆弾型とは別物の普通の目覚まし時計。
ハッピー手帳（18巻）
プププランドで流行したシール帳。いいことをする度にシールを1枚貼るのがルールで、100枚貯まると願いが叶うと言われている。カービィは強引かつ傍迷惑なやり方でシールを貯めるも、残り1枚のところでデデデたちから「お前にとって一番のいいことは何もしないことだ」と身体中にシールを貼られてしまった。
ホッシーのぬいぐるみ（18巻）
星くんに似た星型キャラクターのぬいぐるみ。デデデが大掃除の際にいらない物として一度カービィに譲ったが、後に当時の価格より100倍の値が付いたプレミア品であることが発覚した。あの手この手を使ってカービィから返してもらうことに成功したデデデだったが、実際にプレミアが付いていたぬいぐるみは小さな尻尾付きのタイプで、デデデが持っていたのは尻尾のない量産タイプだったためプレミアどころかわずか10円の値打ちしかなかった。
マーくん（ウルル編）
デデデが幼少期（当時はデデデ王子）に愛用していた小さなハンマー。泣き虫で内向的だった当時のデデデが唯一友達と呼ぶ存在であり、ポピーを襲ったガブリンをこのハンマーで撃退して以来、自信を持つようになった。現在では押入れの奥にしまわれていたが夢で当時のことを思い出したデデデによって取り出され、カービィとのバトルで久々に使われた。

#### マドゥー関連
カルタ（11巻）
カービィがマドゥーから買ったカルタ。一見普通のカルタに見えるが魔法がかけられており、その絵札を取った人が絵札に書いてある事故へ巻き込まれる（事故の内容によっては周りの人も巻き添えを喰らう）。他にも正月にちなんで、意思を持って喧嘩をするコマ、本当に笑う福笑いなどがある。
呪いの人形（12巻）
デデデがカービィに日頃の恨み晴らしと意地悪をするため、マドゥーに作ってもらった人形。本人の涙を染み込ませれば、その人形にしたこと（くすぐる、水没させる、凍らせる、振り回すなど）がそのまま本人に伝わる。カービィ人形と試作品のデデデ人形があった。しかし偶然が重なって試作品のデデデ人形がカービィの手に渡ってしまい、デデデ本人が酷い目に遭う羽目になった。途中、デデデ人形を取り戻すためにカービィ人形と交換しようともしたが、そちらはグーイに無理矢理ライターと交換されてしまった。
育てるねんど（14巻）
カービィがマドゥーから買った魔法のかかった粘土。この粘土は練ると自分そっくりの人形になる。そして、その人形は意思を持っており、自分で動いたりできる。経験を積むことで成長するが、育て方を間違えると不良になってしまう。進化の過程は三段階。カービィが育てたチビカービィは一段階、二段階と不良になってしまったが最後に挽回し、三段階目で立派な子に成長した。しかししっかり者過ぎて、逆にカービィが教育されてしまう。
ちょっと不思議なおもちゃ（14巻）
育てるねんどと同時に売られていた魔法の玩具。玩具の方がびっくりするびっくり箱、完成すると動き出す折り紙、刺されても我慢する危機イッパツゲームなどがある。カービィは11巻の正月の玩具の時は面白がっていたが、この時は「変なものばっかり」と呆れていた。
魔法の指輪（18巻）
デデデがマドゥーに作ってもらった、欲望を現実のものとする指輪。指にはめればどんな願いも叶い、その力は絶大で宇宙征服すら可能とする。しかし装着していると指輪物語の指輪の如く徐々に精神を蝕まれ、やがて指輪に意識を乗っ取られてしまうという欠点がある（ただし意識は使用者の者であり記憶も残る。操られているという自覚がないタイプの洗脳）。
この指輪をはめたデデデと（はめるのではなく飲み込んだ）カービィはどちらもせこい願いばかりを叶えており、指輪に深く意識を乗っ取られたデデデに関しては「チョコタマゴのおまけを全部集める」「カップラーメンの具を三倍にする」など、欲望がいつもよりせこくなっていた。これらが指輪の性質なのか彼らの性格に起因するのかは不明だが、デデデとカービィが最初に願った願いはどちらも「プププラーメンの超特盛りを食べる」で、このことに関してポピーから「この指輪をつけるとそんなにラーメンが食べたくなるのか?」と不思議がられた。結局最後はデデデの鼻輪として封印され、作った張本人のマドゥーは「せっかく作ったのに、なにやってんだか」と呆れていた。
人生すごろく（20巻）
おもちゃ屋で間違って入荷されたボードゲーム。マドゥーの魔法がかかっており、コマは手に取った者（プレイヤー）とそっくりの姿に変形し、スタートにセットするとプレイヤー本人がそれぞれのコマに吸い込まれる。一度ゲームを開始するとゴールするまで中断できない。極めて性質が悪く、マスに出てくる過酷な試練を経験しなければならない。

### イベント
カービィVSデデデ かけっこ一本勝負（1巻）
この漫画で初めてカービィとデデデが一対一で直接対決したイベント。ゴールにはスターロッドが置いてあり、先にゴールしたほうがスターロッドを手に入れられる。カービィはホイールでゴールしたものの勢い余ってゴールをオーバーしてしまい、結局スターロッドはデデデの手に入ってしまった。
鉄人レース（2巻）
単行本1巻発売を記念して虹の島で行われたイベントでルール無用のサバイバルレース。テテテ森、モモモ谷、ラララ川の順に攻略してゴールを目指す。優勝商品はフルーツ盛り合わせ。この話でリック、クー、カインが初登場した。しかし、モモモ谷の強風でチービィの帽子が外れてしまいディジーに戻ったため、チービィはカービィたちを裏切ることとなってしまった。
格闘技王大会/格闘技王決定戦（6、25巻）
力自慢のキャラが出場する大会。カービィ、デデデ、リック、クー、ナックルジョー、ジュキッド、ボンカースなどが参加。ほかにも「地獄のデスマッチ」があり、こちらはカービィ、デデデ、ナックルジョー、ジュキッド、ローリングタートル、ボンカース、ドゴン、Mr.ブライトが参加。どちらもデデデは卑怯な手口を使って勝とうとしていた（25巻に至っては八百長）。優勝商品は6巻ではチャンピオントロフィー、25巻ではチャンピオンベルトと焼肉一年分。
プププ運動会（8、19巻）
プププランドで開催された運動会。1回目（8巻）のチームはカービィチーム、デデデチーム。2回目（19巻）のチームは赤チーム（リーダー：Mr.フロスティ）、白チーム（リーダー：デデデ）。カービィは2回目の運動会の際には他にも催し物があったため、たびたび抜け出して催し物を済ませようとしていた。
二人三脚マラソン大会（10巻）
その名の通り、二人三脚でマラソンを行う大会。チームは、デデデ&カービィ、ポピー&カイン、リック&グーイ（紐の代わりに舌で繋がっていた）、クー&ナゴ、チュチュ&ピッチ（その他モブキャラチーム数組）。途中、わんこそばのチェックポイントや給水ポイントがある。優勝賞品はフルーツ一年分。
プププ選手権（14巻）
4年に一度行われているオリンピックのような競技大会。
裏プププ選手権（14巻）
通称「ウラ選手権」。プププ選手権の地下にある競技場が会場となっている。こちらも4年に一度行われているが、上記のプププ選手権で正式種目から除外され、廃止になった競技だけをやっている競技大会（おかしな競技や廃止されて当然そうな競技も多い）。にらめっこもあったが、キャピィ対カービィ戦を最後にウラ選手権でも実施されなくなった。
プププランドクイズ選手権（16巻）
3人1組のチームでクイズに挑戦し、勝ち残っていくクイズ大会。○×問題やジェスチャークイズなど、様々な種類のクイズが用意されており、1問でも間違えるとその場で失格となってしまう（第1ステージのみ罰ゲームあり）。ジェスチャークイズで声を出した場合も反則扱いとなり失格。敗者復活戦も用意されているが、なぜかクイズとは無関係の「だじゃれ合戦」である。出場者は以下の通り。
カービィチーム：カービィ、デデデ大王、ポピー（決勝戦で敗退）
おともだちチーム：リック、クー、カイン（優勝）
なかよしチーム：チュチュ、ナゴ、ピッチ
にこにこチーム：グーイ、アドレーヌ、リボン
スカキャラチーム：ワドルディ、キャピィ、バウンダー（第1ステージで敗退）
お天気チーム：クラッコ、Mr.シャイン、Mr.ブライト（敗者復活戦で敗退）
プププ雪まつり（19巻）
チリーが主催の雪祭り。メインはデデデの像とデデデ城。しかしカービィによってメチャクチャのすっからかんにされる。チリーの温度管理が非常に厳しく、炎系のキャラクターは出入り禁止、出店はかき氷屋のみ、温泉は水風呂のみ、自販機は冷たい飲み物しか販売していない。
プププお料理大会（21巻）
コックカワサキが審査員を務める大会。カービィ、デデデ、リック、クー、チュチュ、マスターグリーンが参加。お題はオムレツ。優勝者は店を一軒持つことができる。
プププりんごまつり（22巻）
文字通り、りんごを題材にしたお祭り。お祭りにある屋台は輪投げ（賞品はすべてりんご）、りんごすくい、りんご飴など、りんごにちなんだものばかり。その他りんごの皮むき競争、銘柄当てクイズ、目玉のりんごの大食い大会など様々なイベントがある。
プププ博（24巻）
カービィ主催の博覧会。テーマが「食べ物万歳」のためパビリオンは食べ物関係ばかり。マスコットキャラクターは「クーコロ」（クー）と「リクゾー」（リック）。
冬季プププ選手権（25巻）
冬に行われる版のプププ選手権。「顔で氷の上をすべる競技」、「頭突きで氷を割る競技」、「寒がり競技」、「雪かき競技」など、ほとんどが冬に適した競技。雪合戦もあり、シングルスやダブルスで行われている。
バナナズッコケ祭り、デンジャラス花火大会、ピロピロたて笛フェス、ぽっちゃりひげ祭り、ぐるぐるバット選手権、ぬるぬる川遊びレース、キレキレお散歩大会、バキバキお昼寝勝負、ネバネバ宝探しバトルピリピリ鬼ごっこ選手権、あっぱれりんご祭り
ドタタ編にて登場したお祭り。あっぱれりんご祭り以外はカービィとデデデ大王の雨男のせいで（と思っていたのはカービィとデデデ大王だけで他は内心「雨男ってただの迷信だよね」と雨男が原因とは考えてはなかった）中止になった。

### 登場する団体
デデデ探検隊（5巻）
プププランドの秘境を探検する探検隊。メンバーは、デデデ大王、ポピー、カービィ、リック、カイン、クーの6人。隊長はデデデ、ポピーはカメラマン。更にナレーターとしてウォーキーが同行した。探検の模様を『木曜スペシャル』 という番組枠で放送するべく結成されたが、途中からカービィが視聴率アップ作戦と称した工作を行い、ただのやらせ番組と化した。モデルは作者が子供の頃に夢中になった川口探検隊シリーズ。
プププスターズ（6、24巻）
プププランドを本拠地にする野球球団。チームスローガンは「おかわり自由!!」。成績は毎年最下位である。ホーム球場はニューデデデドーム。24巻ではカービィが監督を務めたが、最終的に野球拳の特訓となってしまったため、間もなく解散した。
メタナイト軍団
メタナイト率いる軍団。メンバーは、メタナイト、アックスナイト、メイスナイト、ジャベリンナイト、トライデントナイト、バル艦長、ワドルディの7人。
各キャラクターの詳細については星のカービィ デデデでプププなものがたりの登場キャラクター#メタナイト軍団を参照。
プププランド調査隊（11巻）
カービィとその仲間たち（途中からデデデ大王とポピーも編入）によって結成された「パーイーストリサーチ社」（略称：PERC）の調査チーム。
作中で扱われた調査ファイルは「No.1999 デデデ大王は、帽子をとったらどんな頭になっているのか!?」「No.2000 カービィのおなかの中は、どうなっているのか!?」の二本（調査結果は、前者は極秘とされ、読者には最後まで明かされなかった。後者は作中で描かれたものの誰も信じなかったため、抹消された）。
プププ応援団（18巻）
熱い応援で勝利を呼ぶプププランドの熱血応援団。どんな些細なピンチでも応援に駆けつける。77代目団長はバーニンレオ、団員はボボが2名だが、カービィの熱血な応援を認めたバーニンレオは団長を引退し、彼を78代目の新しい団長に任命した。
怪盗プププ団（21巻）
カービィがデデデ大王が独り占めした果樹園の果物を盗むため（取り返すため）に結成した怪盗団。メンバーはカービィ、リック、クー、カイン、チュチュの5人。
プププ警察（21、23、24巻）
プププランドを管轄区域とする警察。21巻ではデデデ大王が怪盗プププ団に対抗するために応援と警備を要請した。警部はMr.フロスティ。警官にはワドルディ、チリー、キャピィ等がいる。
プププレンジャー（23巻）
怪人ウィスピーウッズをたおすために結成された。メンバーはプププレッド（カービィ）、プププブルー（クー）、プププイエロー（リック）、プププピンク（チュチュ）、プププグリーン（ナゴ）の5人。長官はデデデ大王。このストーリーには次回予告があったが、文末に「（ウソ）」と書かれており、一話完結で終わった。悪のボスの正体はポピー。

### その他
ペポ忍法（5巻）
江戸時代をモチーフとした時代劇編で登場。忍者に扮したカービィ達が使う忍法だが、実際はコピー能力やはりぼてを使っているだけ。「とげとげの花」（ニードル）、「恐怖・奈落の羽地獄」（クーのカッター）、「死の風車」（リックのパラソル）、「しびれ豆電球」（カインのスパーク）など。他にも火遁の術ならぬ「広東の術」（強火で中華料理を作る）、「ハットンの術」（8t分銅のストーンで潰す。またの名を「すとんの術」）などがある。「なんでもよく食べるべし」「一日一回は大声で笑うべし」と言った掟もある。
尚、この回でポピーが悪だくみとして語る「消費税を十パーセントに」は2019年に現実になっている為、その直前に発売された傑作選ペポポ編では「30パーセント」に訂正されている。
プププ憲法（13巻）
プププランドの法律。違反した者は河原で小石千個積み立ての刑に処される。しかし元々は「みんなでのびのび楽しく暮らしましょう」のたった一条しか無かった。新しい法律を書いた紙を、法の番人であるブロッキーに食べさせる事で自動的に追加されるが、一度制定した法律の撤回は出来ない。
デデデとカービィが争ってどんどん法律を増やしたが、詰め込み過ぎでブロッキーが暴走し、全ての法律を破棄した上に自分自身が好き勝手に法律を作り始めてしまった。その結果、「リンゴを拾ったら半分に割ってそれに挟まってダンスをしなければならない」「四角は正しい、丸は駄目」などと何の根拠も無い無茶苦茶な法律が定められたが、カービィのボムボムを喰らったブロッキーが角が取れて丸くなった事で、元のプププランドに戻った。
消しゴムショック（20巻）
オイルショックの如く、消しゴムが深刻な供給不足と価格高騰に陥った事件。原料の不足に加え、プププランド唯一の消しゴム職人が大リーグに夢中で仕事（何故か一個一個手作り）に手が付かなくなった事が原因で、あっと言う間にプププランド中から消しゴムが姿を消した。それに伴い、偽物が出回ったりオークションで高値で落札されたり、金持ちは宝石の代わりに消しゴムを着飾るなど、値打が高騰し、終いには消しゴム一個が家一軒分の価値にまで跳ね上がったが、一方でひったくりや禁断症状を起こす人も現れ、政治家の賄賂に消しゴムが使われると言った事態にまで陥った。しかしカービィの行動を切っ掛けに人々は本来の道具として使い始め、少しずつ供給も回復してきた事で元に戻った。尚、デデデは価値高騰を利用して買い占めた消しゴムで大儲けしようとしたが、売り時を見誤ってしまい、売り損ねた大量の消しゴムはドミノ倒しに使われた。
正義の騎士デデデ エピソードII（20巻）
デデデが自分を主演に作ろうとした映画。エピソードIは存在せず、いきなりIIから始まる。撮影に参加したのがカービィとポピーだけだったため、カービィがヒロイン役と悪役の一人二役となった（ポピーはカメラ担当）。本来はデデデが自分の格好良い姿を見せるために作ったはずだが、カービィが様々な演出を加えたせいで内容は大きく変わり、大ヒットはしたものの「デデデのズッコケ騎士（ナイト）」というタイトルの爆笑コメディ映画としてだった。

## 作中のオリジナルコピー能力
初期の方ではゲームには登場しないオリジナルコピーや『星のカービィ64』に登場しないミックスコピーがよく登場した。中期以降は既存のコピー技をアレンジしたものが多い（カービィが単体で使う「カッター」が「カイン ＋ カッター」のようにビーム状になるなど）。

### 既存コピー能力
ソード
ファイナルカッター（22巻）
ソードナイトの元で修行し身に付けた技。ただし、この技はソードの技ではなく、カッターの技である。
バーニング
火の玉バージョン（2巻）
火の玉のようにゆらゆらしている。後に22巻でもブーラーやデデデ大王と一緒にも使用していた。
でっかいお灸（3巻）
デデデ大王が医者不在の状態で病院に運ばれたために、カービィたちがデデデ大王の治療をしなければならなくなった際に腰の治療のために使用した。しかし、従来の上部のみが燃えるお灸とは違い、全体が燃えていたのでデデデ大王は背中に大やけどを負ってしまった。
ぬくぬくバージョン（19巻）
布団を温められる。
電子レンジバージョン（15巻）
デデデ大王を口の中に入れて温めた（ポピーのつっこみより）。
アイス
ワンパのアイス（10巻）
ワンパを吸い込んでコピーしたもの。通常のアイスと異なり、カービィ自身も寒さを覚え風邪をひいてしまう。さらに、あまりの寒さに理解力が欠如し、コピーしたまま暖を取ろうと暴走してしまう。触れただけでどんな物でも一瞬で氷漬けにしてしまうため、性能としては「フリーズ」に近い。
スパーク
目をスパーク（15巻）
両眼をカインスパークの電球のようにして光らせる。眠気覚ましに使用。
ニードル
一本トゲバージョン（3巻）
トゲが一本のみ飛び出す。
こぶバージョン（4巻）
針の代わりにこぶが出る。
ねぼけニードル（7巻）
デデデ大王の傍に寝ていたカービィが寝ぼけて使用した。そのせいでデデデは幽体離脱してしまった。
細かいバージョン（10巻）
トゲが細かい。一見、毛にそっくりである。
ストーン
巨大ストーン（5巻）
古代遺跡を真似するために使用した。空気を吸い込み巨大化した状態でストーンになったもの。リックとカインも同様に使用した。
スリープ
睡拳（25巻）
スリープをコピーしたカービィが寝惚けてデデデ大王を倒した。元々はデデデ大王に鍛えられたノディがカービィを倒すために使用した技（18巻）。デデデ大王やナックルジョー曰く「寝れば寝るほど強くなる技」。
ホイール
うきわバージョン（4巻）
真ん中に穴があいている。
トルネイド（作中では「トルネード」と表記）
ファイア（8巻）
デデデ大王の足をつかんだ状態でトルネードを使い、摩擦でデデデ大王の頭から火をおこした（話の舞台が「原始時代」であったため、原始的な火おこしを行っただけ）。通常のファイアとは全く違う。
たて回転（21巻）
ゼボンを福引きのガラポンのように縦回転させてプレゼントを吐き出させた。
カッター
カッター（3巻）
前述のデデデが経営する温泉旅館において、カービィたちの分のレンタルのスケート靴をデデデたちが用意しなかったため、代用として自身が三日月状のカッターになり、滑った。その後、デデデ大王の周りの氷をくりぬき、湖に落とすことで仕返しをした。サイズ、姿共にリックカッターと全く同じで、後述のオリジナルの「カッター ＋ カッター」の縮小版ともいえる。
カッター ＋ カッター
ゲームでは自身を分裂させ、片方を三日月状の縁がノコギリ状のカッターとして投げる技だが、自分自身がカッターになる。これは『星のカービィ64』の開発段階での「カッター ＋ カッター」であるため、さくま良子の『星のカービィ』でも登場する。
ハンマー
ムサシ二刀流（3巻）
国王選挙にて密室の裁定を図ろうとしたデデデ大王に対して使用した。その名のとおりハンマーを2つ使った。その後、気を失ったデデデの身体をカービィが乗っ取った。
ゲートボールのスティック（8巻）
T.チクタクによって老人になったカービィがハンマーをコピーしたところ、装備していたのはゲートボールのスティックだった（ハンマーは重くて持てないとのこと）。実際の攻撃にも使えるようで、デデデをボール状にして吹っ飛ばした。
ボム
ボム（13巻）
自分自身がボムになる。劇中には16巻の夏祭りの話のラスト1コマと23巻の流行語大賞の話にしか登場しなかったが、13巻の背表紙にも描かれている。これは『星のカービィ64』の開発段階の「ボム」であった。
ライト
ライト（10巻など）
既存の花火のように明るくするものとは異なる、片手を光らせたタイプと体中に電球を纏ったタイプと頭上に蝋燭を一本灯したタイプの3種類が登場する。電球タイプはデデデ大王の「（潜水艦の）ライトを点けろ」をコピー能力のライトと勘違いして使ったもので、蝋燭タイプは発動したものの、体力切れのため蝋燭一本だけとなったものである。
ミラー
シミラの能力（18巻）
長老のシミラを吸い込み得た能力。シミラ同様に揉め事を解決する能力を持つが、カービィに揉め事を解決できるわけもなく的外れな指摘を繰り返し、激怒したデデデ大王に追いかけ回された。
ボール
ふつうの男の子（ムペペ編）
アドレーヌが描いた普通の男の子の胴体にボール状態のカービィを乗せたもの。途中から制服を着て青春学園ドラマ風になっている。胴体もカービィの意思で動かせるらしく、アドレーヌとラブコメごっこで遊んだ（カービィは遊びではなく本気だった）。
ウォーター
水あそび（ズゴゴ編）
ゲームにおける「サーファータックル」を何倍も強化したような大波に乗る。水をいくらでも出せるという事で、水不足に喘いでいたプププランドの住人達からカービィは救世主のような感謝を受けるが、張り切り過ぎてこの大波を起こし、彼らを溺れさせてしまった。

### コピー能力ミックス
『64』と違いオリジナルとなる（『64』のコピー能力ミックスは別に登場）。
トルネイド＋ビーム（2巻）
カービィがメタナイトを倒したときに使った必殺技｡
スパーク＋ニードル＋トルネード（3巻）
デデデ大王を暗殺しようとする者（実はカービィなのだが）がデデデ大王に近づけないように発動した技。しかし、守るために口の中に入れられているデデデ大王にもダメージが被る ため、1コマで使用をやめさせられた。
ハンマー＋トルネイド（5巻）
眠れなくなったカービィが、退屈凌ぎに一緒に遊ぶべく、リック、クー、カインの三匹を起こした。ところが三匹が結局また寝てしまったので、起こそうとしてこの技を使った。しかし、途中でハンマーを離してしまい、逆効果で自分に当たり、自分も眠りについてしまった。
ニードル＋トルネイド（5巻）
デデデ大王の虫歯を削るために使用。しかし、麻酔をかけていなかったために、直後にデデデ大王に｢痛い｣と言ってぶっ飛ばされた（この直後に「マツイ」が登場した）。
パラソル＋トルネード（8巻）
パラソルをドリル代わりにして、トルネードの回転を利用し地面を掘削する。『64』で性能が同じ「ストーン+ニードル」が登場したため、使用はこの時のみとなった。
クリーン＋アイス（10巻）
ハボキを飲み込んでコピーしたクリーンによってきれい好きになったカービィが、掃除した道の見栄えもよくするため、氷でコーティングしようとして使った｡
アイス＋スリープ（11巻）
文字通りコールドスリープ状態になり、デデデ大王たちの手では起こすことができなくなる。厳密には、特別編に登場したカービィをもとにしたぺポ銀河第三惑星のエイリアン「ハラペコ星人」（姿はカービィに触角をつけただけ。命名はデデデ大王）が使った技である。

### 合体コピー能力
また、合体コピー能力にも数々のオリジナル技があった。中には仲間が単体で発動したものもあったが、デデデ大王関連のものは使いこなせずにデデデがダメージを被るものばかりであった。
リック
リック毛玉あかすり（3巻、6巻）
3巻でデデデ旅館において、デデデ大王にこき使われて背中を流していたときにデデデが「強くこすらんかい」と言った際に使用した。この技のせいで、デデデ大王の背中はテーブルのように真っ平らになってしまった。6巻でもカービィ監修のツアーのメニューの一つである「地獄のマッサージ＆あかすりコース」の際に使用していた。
見た目はリックストーンと変わらないが、リックは石ではなく毛玉になっているという点で違う。また、これは技名であり、正しい呼び名は不明である。
歯いやー（ファイヤー）（8巻）
カービィが老人になったとき、リックと合体してファイアを使うと、リックの歯が炎をまとった総入れ歯となって飛び出した（当然リックは入れ歯などではないが、カービィ曰く「合体すれば一心同体」とのこと）｡リックは驚くも、歯がないためうまく喋れなくなった。食らったデデデは熱さと噛み付きの痛さで悶えた。
クー
クーカッター
クーの羽根を回転させずに飛ばして、クナイのように刺す。2巻や5巻、7巻など、様々なところで使用していた。ゲームに登場する技とは違うのでオリジナルとなる。5巻第2話において、「カッター」とよばれていた。
ゲームに登場するような羽根を回転させながら飛ばすクーカッターも存在するが、スイカを切る以外にはあまり利用されず、この項に記すような羽根をクナイのように飛ばすカッターの方が使用頻度は高い。3巻の西部編では、一枚の羽根をピストルの銃弾のように飛ばすといった技も披露した。
クーファイア/バーニング（2巻、3巻、6巻）
クー自身が炎と化す。2巻でリックのスピードアップを図るために使用した（リックからは「かちかち山か!?」とツッコミを入れられた）。その後、リックはたどり着いた池で身体を冷やした。『2』においても『3』においても、「クー＋バーニング」はクー自身に変化はない（炎になるのはカービィやグーイのみ）ので、オリジナルとなる。また、3巻ではデデデ大王を暖めるためにも使用し、6巻でもデデデ城の除雪のために使おうとしたが、この時はカービィに凍り付けにされ、あえなく不発となった。
2、3巻では「バーニング」、6巻では「ファイア」とよばれていた。
上ニードル（9巻）
クーに運んでもらっているカービィが、自分を降ろすよう頼んでも聞く耳を持たないクーを強制的に墜落させるために使用した。従来の下方向ではなく、上方向にトゲを突き出し、真上のクーを攻撃する。
カイン
カインストーン
カイン自身が石と化す。『2』および『3』においても「カイン＋ストーン」はカイン自身に変化はない（石になるのはカービィとグーイのみ）ので、オリジナルとなる。
ロケット（2巻）
カイン（発射台）の中に入ったカービィが、デデデ大王も下半身から入った状態で、スパークを発動（エネルギー充電）。その後、バーニングで点火しデデデ大王ごと発射する仕組み。厳密にはデデデ大王も合体に加わっていることになる。
カインシャワー(3巻、7巻)
無料で自身が経営する温泉旅館に泊めることを口実にカービィたちをこき使うデデデ大王の背中をきれいにするために、カインと協力して発動した技。この技の後、デデデ大王は汚れ一つない状態になったが、手絞り機のように圧縮して水を絞ったため、ペラペラな体になってしまった。7巻の空きページに掲載された4コマでは、コインシャワーのように客を洗う反面、カービィの「トルネイド」による回転で客も回るため、長時間使用すると客に吐き気を催させてしまう。
3巻では「全自動洗濯機」、7巻では「カインシャワー」とよばれていた。
救急車（3巻）
デデデ大王が（ほとんどカービィのせいで）怪我をした際にカービィが呼び出したカインの救急車。カービィがサイレンとなり「ペーポー!ペーポー!」と鳴らしていた。搬送口はカインの口の中で大人数でも入れたようだった。タイヤはウィリー4匹が担当。
うそ発見機（6巻）
デデデ大王を殺した（実際は気絶していただけ）犯人を捜す際に、動機があり、かつ第一発見者であるポピーが犯人だと断定されたとき、ポピーに自白させるために使用した。見た目はカインスパークを縦にして、カービィとカインの間にポピーを挟んだだけのものであった。
クー＋カイン
クリーナー（13巻）
コンビニで働いていたカービィが使用したものだが、カービィ自身は合体に加わっていない。本体はカイン、ブラシ部分はクーである。
デデデ大王
デデデ大王＋ニードル（3巻）
デデデ大王＋ストーン（3巻）
デデデ大王＋スパーク（3巻）
いずれも暗闇の中、デデデ大王とカインを間違って発動したものだが、どちらもそれぞれ「カイン＋ニードル」、「カイン＋ストーン」と同じように発動し、デデデの顔がウニ状になったり、石になったりした。スパークの場合、「カイン＋スパーク」のような電球が出ずに大王の顔を痺れさせた。
スパーク（11巻）
カービィが記憶をなくしたのをいいことに彼を自分の手下にしようと考えたデデデ大王が、「コピー能力は自身がカービィに教えたもの」という嘘を信じさせるために使用した（スパーキーを口に含んで実演してみせたが、実際は後ろのポピーが用意した発電機から放電していた）。
フルコピー能力アタック（17巻）
カービィが使ったデデデ大王との合体技。大王の頭からバーニングストーン、顔の右側からボム、顔の左側からビーム、右手からファイア、左手からアイス、左足からバーニングボム、尻からニードルをそれぞれ発動している。こちらも大王にまで多少のダメージを与えている。直前のコマでは、デデデ大王との合体バーニングを発動している。
バーニング（22巻）
お化け屋敷の手伝いにおいて、カービィに無理矢理火の玉の手伝いをさせられた際に、お化け屋敷の支配人のブーラーと一緒に使用した｡
バルーン（大王バージョン）（25巻）
カービィが水の運搬のために「バルーン」になるのに疲れたために、代わりにデデデ大王にやらせようとした際に使用した。デデデ大王にこのようなコピー能力はないので、使用をやめさせられた。
合体コピー能力ミックス（25巻）
ショート劇場に登場。コピー能力が使えるカービィをデデデ大王が羨ましがったため、合体して使用した。本作において最多の技を使用したコピー能力で、二人が発動した技の内訳は以下のとおり。
カービィ+デデデ大王：バーニング（全身）
カービィ：ファイア、ボムボム（いずれも口）
デデデ大王：レーザー（両眼）、ニードル（顔）、パラソル（頭）、バーニングストーン（頭）、ストーンニードル（右手）、コック（左手）、ニードルニードル（尻）
その他：ボム、カッター、スパーク

### 本作オリジナル
びっくり箱（1巻）
ヘビーモールの洞窟の宝箱がびっくり箱であり、食べた際にコピーした。
デデデ大王（1巻）
1巻でカービィがデデデ大王を吸い込んだ際に、帽子とたらこ唇が生えた。目つきも変わり、変身の中盤では片目がデデデとなり、最終的にカービィの目とデデデの目を合わせた形となった。
だが、すぐにカービィの気分が悪くなりデデデ大王を吐き出した。
スノーボール（1巻）
雪を吸い込んでコピーした能力。カービィ自体が雪玉となっている。雪を吸収して巨大化し、デデデ大王を押しつぶした。
印籠/桜吹雪（1巻）
水戸黄門の話で、八兵衛カービィが間違って印籠をコピーしてしまったため、カービィの尻に「丸に三つ菱」（徳川家の家紋）が表れた。その後、悪代官（バグジー）を成敗した際に、遠山の金さんの桜吹雪になっていた。
ゴールド（2巻）
ファイアーライオンが掘り当てた大量の金を吸い込んでコピーした。
ワドルディの日記・辞書（2巻）
本を食べてコピーした。辞書の内容もそのまま暗唱できる。しかし、立ち上がることができない。
桜の木（2巻）
花見の話で、誤って酒を飲み酔っ払った無敵カービィに桜の木を尽く台無しにされたため、事を作った原因はデデデだったが、泣きじゃくったデデデにお詫びにカービィが隣町から桜の木をコピーしてきた。
コック（2巻）
レストランのシェフ「バウンダー」を吸い込んでコピーした能力。現在は正式なコピー能力だが、『スーパーデラックス』発売前の能力であり、バウンダーも本来はスカキャラであるため、オリジナルのコピーといえる。
かぜの症状（2巻）
医者に扮したカービィが患者のバウンダーを、彼の病気を診るために吸い込んでコピーした能力。ただし、吐き出す際に咳き込んだため、怪我を負わせてしまう。
巨大隕石（3巻）
力自慢するリックを次期大王候補から落とすためにコピーした。どこからコピーしてきたのかは不明。
コピー（4巻）
ゲーム『星のカービィスーパーデラックス』に登場する「コピー」とは異なり、自らがコピー機となる。デデデ大王の学校の授業で、漢字の書き取り練習をめんどくさがったときに使用した。
バーニンレオの熱血性（4巻）
猛暑にもかかわらず熱血でうるさいバーニンレオを吸い込んだ際、ファイアの能力と共にバーニンレオの熱血なところまでコピーしてしまった。その後デデデ大王によってバーニンレオは吐き出されたが、なぜか頭の炎と能力がカービィにそのまま残っていた。そのため、後のエピソードで激しく意気投合した友達もつれてきて（Mr.ブライトやホッドヘッドなど）皆で激しく熱くなり、雪だるまの呪いを受けた大王を激しく困らせた。
マグマ（4巻）
辛さ100倍のカレーライスを食べたカービィが頭頂部から大量の溶岩を噴き出したもの。「バーニング＋ストーン」と似ているが、大粒の火山弾は噴き出ていないうえ、威力が桁違いである。
石膏（5巻）
「絶交」と「石膏」を間違えた際に使用した。見てくれは「ストーン+ストーン」とそっくり。
水晶玉（7巻）
探しものを思い出すために使った能力。水晶玉のように思い出した事柄を体表に浮かばせることができる。この時は爪楊枝を探していたが、「たしか細くて長いもの」と文章で形状しか思い出すことができなかった（クー曰く「どうせなら絵を浮かばせろよ」）。3巻でも、Mr.チクタクの博物館の作品の水晶玉に成りすましていたが、こちらはボールをコピーした状態で無敵キャンディーで光沢まで再現していた。
花火（7巻）
大量の花火を吸い込んでコピーした能力。体に星の模様がつき、頭には導火線が付いている。『64』のバーニングボムとは似ているが異なり、カービィ自体が花火の火薬となっている。コピー元が大量の花火であるため威力は強烈で、ポピー曰く半径10km以内は「確実（に吹き飛ぶ）」らしいので、花火というよりも本当の爆弾に近い（本来、花火は横にしか広がらないものであり、爆発が球状になる時点で「花火」とは呼べないため）。
また、より派手な花火を演出するために製作者のポピーが非常に感度の高い特別な火薬を使用したため、デデデ大王は花火大会の時間までカービィが衝撃で爆発しないように気遣う羽目になり、発射時にはデデデも巻き添えになり、その年の花火は大きなカービィの花火一発のみとなってしまった。
ボディーガード（11巻）
デデデ大王のボディーガードであるドゴンを吸い込んでボディーガード能力をコピーした。必殺技は節分豆を使った「豆まき機関銃」。
スパイキーの知識（15巻）
カービィが誤って受験勉強中のスパイキーを吸い込んでしまった際、ニードルの能力と共にスパイキーの記憶までコピーしてしまった。スパイキーはそのショックで今まで覚えたことを全て忘れてしまった。しかし、屁となって出てきた。
リフォーム（17巻）
スクイッシーのリフォームに感化したカービィが使ったコピー能力。その腕前はスクイッシーも認めるほど。
職人（19巻）
チリーの作ったデデデ大王の雪像を新たに作り直す際に使ったコピー能力。しかし、職人気質まで忠実にコピーしていたため、「顔の角度が気に入らない」と自ら雪像をファイアで溶かしてしまった。
応援（傑作選・ペポポ編）
『スターアライズ』をテーマにしたストーリーでデデデ大王との戦闘でカービィがポピーたちを応援する際に用いたコピー能力。身も蓋もなくいえばカービィからすればデデデがあまりにも弱すぎて戦うまでもないと感じたため、ポピーたちに撃退を押し付ける形となった。

## 作中でのプププランド
重要都市
プププランドにもビル街があるが名称は不明。デパートや遊園地などほとんどのスポットや街は、まとめて集まっているのかバラバラに点在しているのかどうかは定かではない。
自然
四季がある。ただし、夏は高温が続き冬は豪雪で、台風も上陸しかけるなど、気候の変化は激しい。雪山やジャングルなど、自然が多く残っている。
経済
通貨単位は円。特に不景気や好景気などは起きていない。デデデ大王やカービィによって税金の徴収や無駄遣い、施設の破壊などが頻繁に起こっているが、次の回ではなかったことにされている。
インフラ
アスファルトで舗装された道路や、それらによる大規模な交通網はあまり見られないが、自動車や鉄道はそれなりに普及している。カービィによる交通事故や列車事故が後を絶たない。
産業
第一次産業
国中に多くの果樹園や田畑が点在するなど、農業は非常に盛んである。漁業や林業に関しては作中で詳しく描かれていないため不明だが、魚料理や木製品、木造家屋が度々登場する。
第二次産業
建設業に関しては、高層ビルやあらゆるキャラクターをモチーフとした現代的な家屋が建てられていたりするなど、建築物に関しては高い技術を誇っている。製造業については、テレビや冷蔵庫、自動車といった工業製品、弁当、缶詰などの食料品、化学製品、金属製品が大量に生産、消費されているため、安定しているとされる。
第三次産業
スーパーマーケットやデパート、コンビニエンスストアなどの小売業、テーマパークやゲームセンターなどの娯楽業、電話・インターネット・テレビ局・出版社などの情報通信業、そのほか宿泊業や運輸業まで非常に大きく発達している。
軍事
12巻で「プププ防衛軍」という軍隊が登場した。主な武器は爆弾のみらしく、メンバーも軍曹のジャングルボム一人だけである。また、18巻ではカービィが自ら独立した「カービィランド」から、領土拡大を防ぐためプププ軍を出動させたこともあった。ただし、作中で何度も説明されているとおり、プププランドはのどかで平和な国であるがゆえに普段は戦う機会は全くない。
政治
誰も国政に興味がないため、デデデ大王が勝手に国王となるが全く気にされていない。しかし、上記のとおり税金を徴収されたときは、不満を言いながらも従っていた。
教育
一応「ポップスター学園」などの学校は存在するが、カービィたちはどこかしらの学校には通っていないため、義務教育は存在しない模様。デデデ大王やカービィが一度学校を開いたことがある。
宗教
カービィたちがクリスマスや七夕などの信仰習俗をお祝いしたり、キリスト教式の結婚式が挙げられたりなど、民間信仰の形態は日本とよく似ている。墓石や寺院なども日本式のものが描かれている。このほか、カービィやデデデ大王が南無阿弥陀仏を唱えるシーンがある。
住民構成
星のカービィシリーズに登場する敵キャラクターで構成されている（この漫画では一部を除くと特に敵という設定はない）。

## 星のカービィ★プププ通信
『月刊コロコロコミック』2001年4月号 - 2006年11月号（連載終了）まで漫画の最後に掲載されていた読者コーナー。読者から寄せられたハガキを紹介するコーナーで、イラストのほか、「カービィのお悩み相談室」というコーナーもあった。採用された人全員に作者のサイン色紙がプレゼントされていた。25巻（最終巻）では『コロコロ』に載らなかったハガキも掲載された。

## 書誌情報
- ひかわ博一 『星のカービィ デデデでプププなものがたり』 小学館〈てんとう虫コミックス〉、全25巻
  1. 1995年4月27日発売、ISBN 4-09-142331-0
  2. 1995年10月28日発売、ISBN 4-09-142332-9
  3. 1996年4月26日発売、ISBN 4-09-142333-7
  4. 1996年9月28日発売、ISBN 4-09-142334-5
  5. 1997年2月28日発売、ISBN 4-09-142335-3
  6. 1997年6月28日発売、ISBN 4-09-142336-1
  7. 1998年1月28日発売、ISBN 4-09-142337-X
  8. 1998年4月28日発売、ISBN 4-09-142338-8
  9. 1998年9月28日発売、ISBN 4-09-142339-6
  10. 1999年2月24日発売、ISBN 4-09-142340-X
  11. 1999年7月28日発売、ISBN 4-09-142681-6
  12. 2000年1月28日発売、ISBN 4-09-142682-4
  13. 2000年8月28日発売、ISBN 4-09-142683-2
  14. 2001年3月28日発売、ISBN 4-09-142684-0
  15. 2001年9月28日発売、ISBN 4-09-142685-9
  16. 2002年1月26日発売、ISBN 4-09-142686-7
  17. 2002年6月28日発売、ISBN 4-09-142687-5
  18. 2002年12月25日発売、ISBN 4-09-142688-3
  19. 2003年3月28日発売、ISBN 4-09-142689-1
  20. 2003年11月28日発売、ISBN 4-09-142690-5
  21. 2004年6月19日発売、ISBN 4-09-143211-5
  22. 2005年3月28日発売、ISBN 4-09-143212-3
  23. 2005年10月28日発売、ISBN 4-09-143213-1
  24. 2006年5月26日発売、ISBN 4-09-140149-X
  25. 2006年10月28日発売、ISBN 4-09-140238-0

### 傑作選
- ひかわ博一 『星のカービィ デデデでプププなものがたり 傑作選』 小学館〈コロコロアニキコミックス〉既刊8巻
  1. 「デデデ編」2018年3月12日発売 ISBN 978-4-09-142676-5
  2. 「プププ編」2018年5月11日発売 ISBN 978-4-09-142709-0
  3. 「ペポポ編」2019年7月12日発売 ISBN 978-4-09-143038-0
  4. 「ムペペ編」2020年7月10日発売 ISBN 978-4-09-143204-9
  5. 「ズゴゴ編」2021年7月12日発売 ISBN 978-4-09-143326-8
  6. 「ウルル編」2022年7月28日発売 ISBN 978-4-09-143526-2
  7. 「ドタタ編」2023年8月2日発売  ISBN 978-4-09-143629-0
  8. 「ルララ編」2024年7月26日発売 ISBN 978-409-1-49743-7
  9. 「ワハハ編」2025年7月28日発売 ISBN 978-409-1-54046-1

### その他
- 『星のカービィ デデデでプププなシールブック』2019年7月12日発売、ISBN 978-4-09-735572-4